# Juan Diego González-Vigil
Juan Diego González-Vigil (Lima, Peru, 18 februari 1985) is een gewezen Peruviaanse voetballer, bekend onder de naam El Lobo, De Wolf.  De speler stonde bekend als zijnde kopsterk en over een groot loopvermogen te beschikken.
Hij debuteerde in zijn geboorteland met Deportivo Wanka. Tijdens zijn eerste 9 seizoenen speelde hij voor 12 clubs, waarvan vijf Europese : Málaga CF (A- en B ploeg) en FC Cartagena uit Spanje, Lokomotivi Tbilisi uit Georgië en SV Zulte Waregem uit België. Zijn grootse successen behaalde hij bij Alainza Lima als landskampioen en bij SV Zulte Waregem als Belgisch bekerwinnaar.
Tijdens de heenronde van het seizoen 2009-2010 had hij geen ploeg en tekende in januari 2010 voor zes maanden voor FC Cartagena. Na de heenronde stond deze ploeg tijdens hun eerste seizoen in de Segunda División A op een derde plaats en wil de voorzitter Francisco Gómez Hernández alles in het werk zetten om naar de hoogste afdeling door te stoten.  Vigil kon echter geen basisplaats opdwingen en startte maar eenmaal in het basiselftal en viel zeven keer in.  De ploeg promoveerde niet en verlengde zijn contract niet.
Hij keerde onmiddellijk terug naar Zuid-Amerika en tekende een contract bij Deportivo Quito, waar hij wel een basisplaats wist te veroveren.  Maar op het einde van het seizoen stapte hij over naar León de Huánuco